# Zell am Pettenfirst
Zell am Pettenfirst är en ort och kommun i Österrike. Den ligger i distriktet Vöcklabruck i förbundslandet Oberösterreich, 210 kilometer väster om huvudstaden Wien. 
Kommunen består av 23 orter (Ortschaften) (inom parentes invånarantal 1 januari 2024):

- Bruck (77)
- Burgstall (38)
- Ehwalchen (19)
- Franzeneck (17)
- Gerhardsberg (63)
- Gewerbestraße (10)
- Heinrichsberg (64)
- Hinteredt (37)
- Hinterschachen (33)
- Hochrain (142)
- Kalletsberg (36)
- Ketzerhub (24)
- Kopplbrenn (16)
- Kreuth (83)
- Pettenfirst (92)
- Roith (30)
- Schablberg (35)
- Schierling (26)
- Schwarzland (79)
- Vornholz (60)
- Wegleithen (16)
- Wolfsdoppl (50)
- Zell am Pettenfirst (199)